# Jävre
Jävre is een stadje (tätort) binnen de Zweedse gemeente Piteå. Het is het meest zuidelijk gelegen plaatsje van enige betekenins van zowel Norrbottens län als van Norrbotten. De Europese weg 4 loopt van zuidoost naar noordwest door het dorp en steekt hier de rivier Jävreån over. Jävre heeft een jachthaven aan de Jävrefjord, een fjord van de Botnische Golf. Ongeveer 6 kilometer oostwaarts ligt Jävreholmen, een eiland genoemd naar het stadje.
Bestuurscentrum: Piteå
Tätort: Bergsviken · Blåsmark · Böle · Hemmingsmark · Hortlax · Jävre · Lillpite · Norrfjärden · Roknäs · Rosvik · Sikfors · Sjulsmark · Svensbyn. 
Småort: Arnemark · Bertnäs · Bertnäs · Edet  · Grundvik · Holmträsk · Koler · Kopparnäs · Långträsk · Maran en Skatan · Näsudden en Berget · Nybyn · Ön · Pålberget · Pite havsbad · Storsund · Svedjan en Träsket · Liden · (Yttrefjärd östra strandbad)
Overig: Borgfors · Flötuträsk · Granträskmark · Gråträsk · Högsböle · Högsböleskiftet · (Infjärden) · Jävrebodarna · Klubbfors · Kvarnbäcken · Långnäs · Munksund · Pitsund · Sjulnäs